# عینک (رشت)
عینک نام یکی از محله‌های رشت است که در منطقه ۴ شهرداری رشت واقع شده‌است.
تالاب عینک که از جاذبه های رشت و استان گیلان به شمار می رود در این محله قرار دارد.